# The Outfield
A The Outfield egy brit pop/rock, rock együttes, ami Manchesterből indult el. Alapító tagjai Tony Lewis, Alan Jackman, John Spinks és Simon Dawson (közülük már csak Alan Jackman aktív, Tony Lewis 2020-ban elhunyt). A zenekar 1984-ben alakult, és olyan slágerek köthetők a nevükhöz, mint a Your Love, a Say It Isn't So, vagy az Everytime You Cry. 9 stúdióalbumuk került kiadásra, de csak az első néhány lett igazi nagy siker. Magyarországon kevéssé ismertek.

## Diszkográfia

### Stúdióalbumok
- Play Deep (1985)
- Bangin’ (1987)
- Voices of Babylon (1989)
- Diamond Days (1990)
- Rockeye (1992)
- It Ain't Over... (1998)
- Extra Innings (1999)
- Any Time Now (2006)
- Replay (2011)

### Kislemezek
- Say It Isn't So (1985)
- Your Love (1986)
- All the Love in the World (1986)
- Everytime You Cry (1986)
- Since You've Been Gone (1987)
- Bangin' on My Heart (1987)
- Alone with You (1987)
- No Surrender (1987)
- Voices of Babylon (1989)
- My Paradise (1989)
- For You (1990)
- Closer to Me (1992)